# كارل ريختر (لاعب جمباز فني)
كارل ريختر (بالألمانية: Carl Richter)‏ هو لاعب جمباز فني ألماني، ولد في 23 سبتمبر 1887، وتوفي في 1918.

## وصلات خارجية
- كارل ريختر على موقع أوليمبيديا (الإنجليزية)